# Rencontre internationale de Plouézec
 (décembre 2024).
La Rencontre internationale de Plouézec (internacia renkonto de Pluezek) est la plus importante des rencontres internationales espérantophones en Bretagne.
Chaque année depuis 1997, la commune bretonne de Plouézec (en breton Ploueg-ar-Mor) souhaite la bienvenue à un nombre croissant de participants dans le stage culturel qui porte le nom de Rencontres internationales. La 18e rencontre de Plouézec a eu lieu du 16 au 23 août 2014.
À l'ordre du jour : tourisme, yoga, chant de chœur, théâtre, informatique, poésie, broderies bretonnes et origami. La langue de travail de l'évènement est la langue internationale espéranto, et il y a toujours des cours d'espéranto à tous niveaux - pour les débutants, au deuxième niveau, des cours de perfectionnement - et des conférences sur la traduction, l'enseignement de la langue, ou pour une étude profonde de la grammaire.

## La9eRencontre internationale de Plouézec, 2005
Du 13 au 20 août 2005, 188 personnes, y compris 28 jeunes, ont participé à la 9e Rencontre internationale de Plouézec.
Cette année-là il y avait des cours à huit niveaux différents le matin, et les activités culturelles comme d'habitude l'après-midi. Il y avait également l'occasion de passer les examens d'espéranto du premier et du deuxième niveau.
Le soir, il y avait des présentations sur un parc national en Australie, sur le dernier voyage de Zef Jégard (auteur de Papi fait le Tour du Monde), et sur le centre culturel d'espéranto à La-Chaux-de-Fonds, sans parler des sketchs, des chansons, des danses bretonnes et de la fête de fermeture.